# Батырханов, Раджан Армиевич
Раджан Батырханов (каз. Раджан Батырхан) — казахский военный, герой пограничник, проявивший мужество в бое у реки Пяндж.

## Биография
Раджан Армиевич Батырханов родился 27 января 1975 в Восточном Казахстане в селе Катон-Карагай. Ещё в школьные годы он твердо решил, что станет офицером-пограничником. Это было его заветной мечтой. Ведь только там можно проявить свою преданность и храбрость.
Когда пришло время Раджан успешно сдал все экзамены и готовился к поступлению в пограничное училище. Но это ему не удалось.
В мае 1993 Раджан был призван на срочную службу. Служить его отправили в Курчумский пограничный отряд. Так сбылась его заветная мечта.
После стали отбирать очередную команду военнослужащих для охраны внешних границ СНГ в Таджикистан. Добровольцем туда записался и Раджан.
28 сентября 1994 более двухсот вооружённых боевиков из банды Хакима пересекли границу. И направлялись в район города Хорог. Но на их путь встали казахские и российские пограничники, среди которых был и Раджан. Завязался ожесточенный бой. В ходе боя Раджан заметил, что группа боевиков пытается под прикрытием гребня обойти пограничников с фланга и зайти им в тыл. Раджан открыл по ним огонь и принял ответный шкал на себя, тем самым дал подразделению пограничников перегруппироваться и ударить по боевикам с тыла. Сам Раджан при этом получил смертельное ранение.

## Память
Указом президента РК за подвиг и отвагу, младший сержант Раджан Батырханов был награждён Орденом «Айбын» второй степени (посмертно).
5 сентября 2000 постановлением правительства РК заставе «Чиндагатуй» Курчумского пограничного отряда присвоено имя Раджана Батырханова, установлен обелиск в его честь.
Также имя Раджана Батырханова носить школа и улица в Душанбе.
Кроме того Раджану хотели присвоить звание Народного Героя Казахстана, но по непонятным причинам это звание ему так и не присвоили.